# Hyponerita viola
Hyponerita viola är en fjärilsart som beskrevs av Paul Dognin 1909. Hyponerita viola ingår i släktet Hyponerita och familjen björnspinnare. Inga underarter finns listade i Catalogue of Life.